# Plus Ultra Líneas Aéreas
Plus Ultra Líneas Aeréas S.A. è una compagnia aerea spagnola a lungo raggio fondata nel 2011 con hub all'aeroporto Adolfo Suárez Madrid-Barajas.

## Storia
Plus Ultra è stata fondata nel 2011 dall'ex direttore dell'ormai defunta Air Madrid, Julio Miguel Martínez Sola. "Plus ultra" (in inglese "Further beyond") è un motto latino e il motto nazionale della Spagna. È tratto dal motto personale di Carlo V, Imperatore del Sacro Romano Impero e Re di Spagna, ed è un'inversione della frase originale Non plus ultra ("Nothing further beyond").
Il 15 giugno 2016 la compagnia aerea iniziò a operare voli regolari, con destinazioni come Santo Domingo, Repubblica Dominicana, e Lima, Perù. La flotta iniziale era composta da due Airbus A340-300 usati che erano stati rilevati da Gulf Air alla fine del 2014. Nel marzo 2017, la compagnia aerea annunciò due nuove rotte: Barcellona-Madrid-Santiago del Cile dal 15 giugno 2017 e Barcellona-L'Avana. Un anno dopo, la compagnia annunciò l'intenzione di servire Caracas da Tenerife-Nord.

## Destinazioni
Al 2022, Plus Ultra Líneas Aéreas opera voli di linea a lungo raggio che collegano la Spagna a varie destinazioni in Sud America.

## Flotta
A gennaio 2024 la flotta di Plus Ultra Líneas Aéreas è così composta: